# Krakovsko-čenstochovská jura
Krakovsko-čenstochovská jura či Krakovsko-čenstochovská vysočina (polsky Wyżyna Krakowsko-Częstochowska, Jura Krakowsko-Częstochowska) je geomorfologická krasová oblast a pohoří v jižním Polsku (Malopolské a Slezské vojvodství). V Polském geografickém značení je označena jako 341.3. Rozkládá se mezi městy Krakov a Čenstochová. Je geografickou součástí Slezsko-krakovské vysočiny (Wyżyna Śląsko-Krakowska), která je součástí nadcelku Polské vysočiny (Wyżyny Polskie).

## Geologické a geomorfologické poměry
Jedná se o vápencovou vysočinu 300 až 516 m vysokou, na jejíž území se nachází velké množství skalních útvarů, jeskyní a zřícenin středověkých hradů, kterým se zde říká orlí hnízda (polsky orle gniazda). Celkový počet registrovaných jeskyní v této oblasti činí asi 1800, jeskyní delších než 40 metrů je však jen asi 130. Čtyři jeskyně jsou veřejnosti přístupné: Ciemna, Łokietka, Nietoperzowa a Wierzchowska Górna. Pramení zde řeky Warta, Pilica, Bílá Přemše, Černá Přemše, Krztynia aj. Vyskytují se vyvěračky a malé ponory. Nejvyšším geografickým bodem je Góra Janowskiego (nazývaná také Góra Zamkowa) s nadmořskou výškou 516 m.

### Členění
Krakovsko-čenstochovská jura se skládá z:
- Čenstochovská jura (Wyżyna Częstochowska) – polské geografické značení 341.31.[2]
- Wyżyna Olkuska – polské geografické značení 341.32.[3]
- Rów Krzeszowicki – polské geografické značení 341.33.[4]
- Garb Tenczyński – polské geografické značení 341.34.[5]

## Přírodní parky a rezervace
Příroda Krakovsko-čenstochovské jury je chráněna v rámci Ojcowského Národního Parku, šesti krajinných parků (např. Park Krajobrazowy Orlich Gniazd) a řady přírodních rezervací (např. přírodní rezervace Góra Zborów). Cenné jsou přírodní biotopy xerotermní, skalní, stepní, lesní a mokřadní.

## Přístupnost
Jsou zde dvě oblíbené turistické stezky, které vedou nejhezčími přírodními a turistickými místy oblasti: Szlak Warowni Jurajskich a stezka orlích hnízd (Szlak Orlich Gniazd), červeně značená turistická stezka, která směřuje ve směru od Krakova do Čenstochové a je dlouhá 163,9 km.

## Fotogalerie

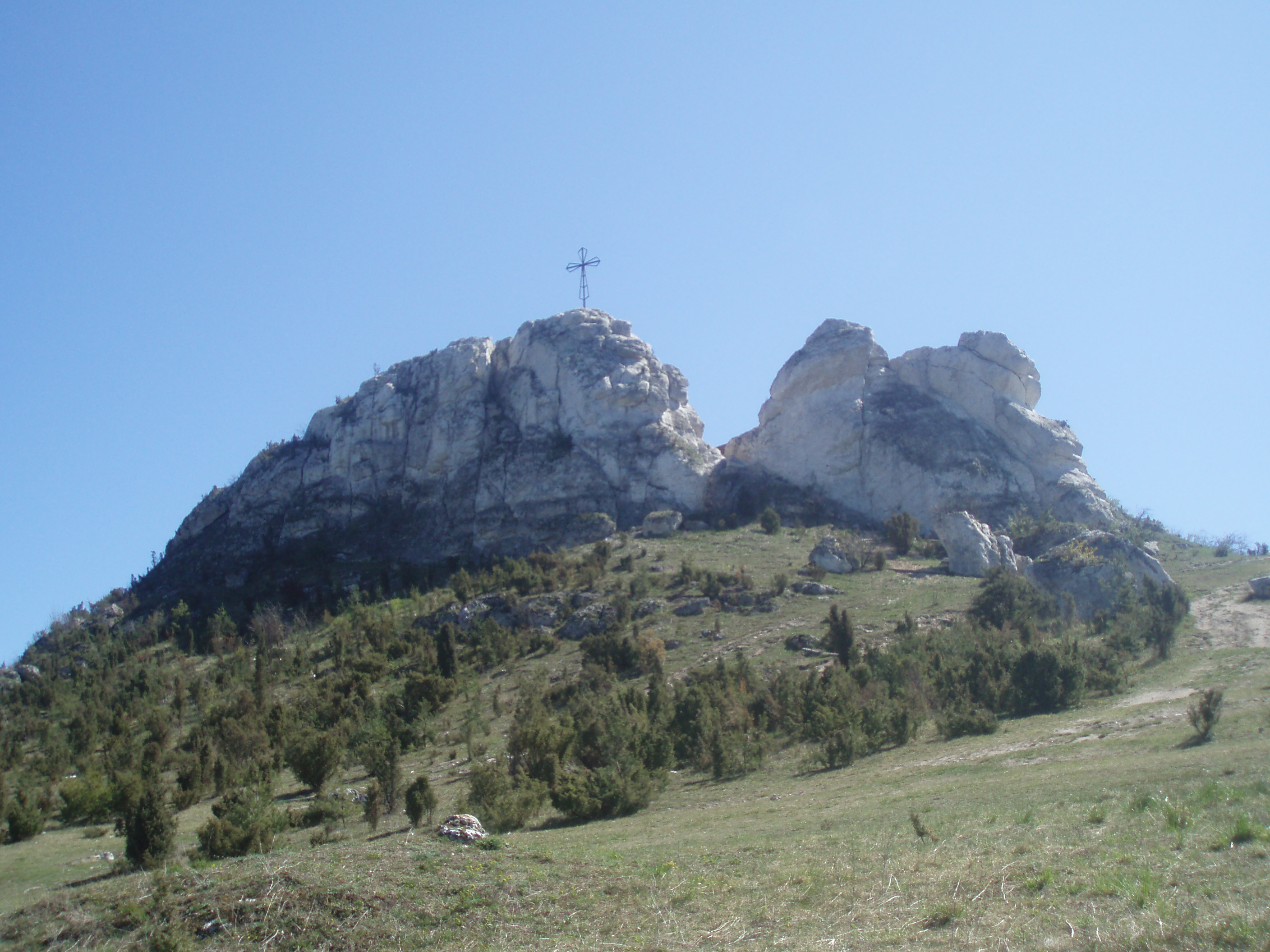
Biakło (340 m)
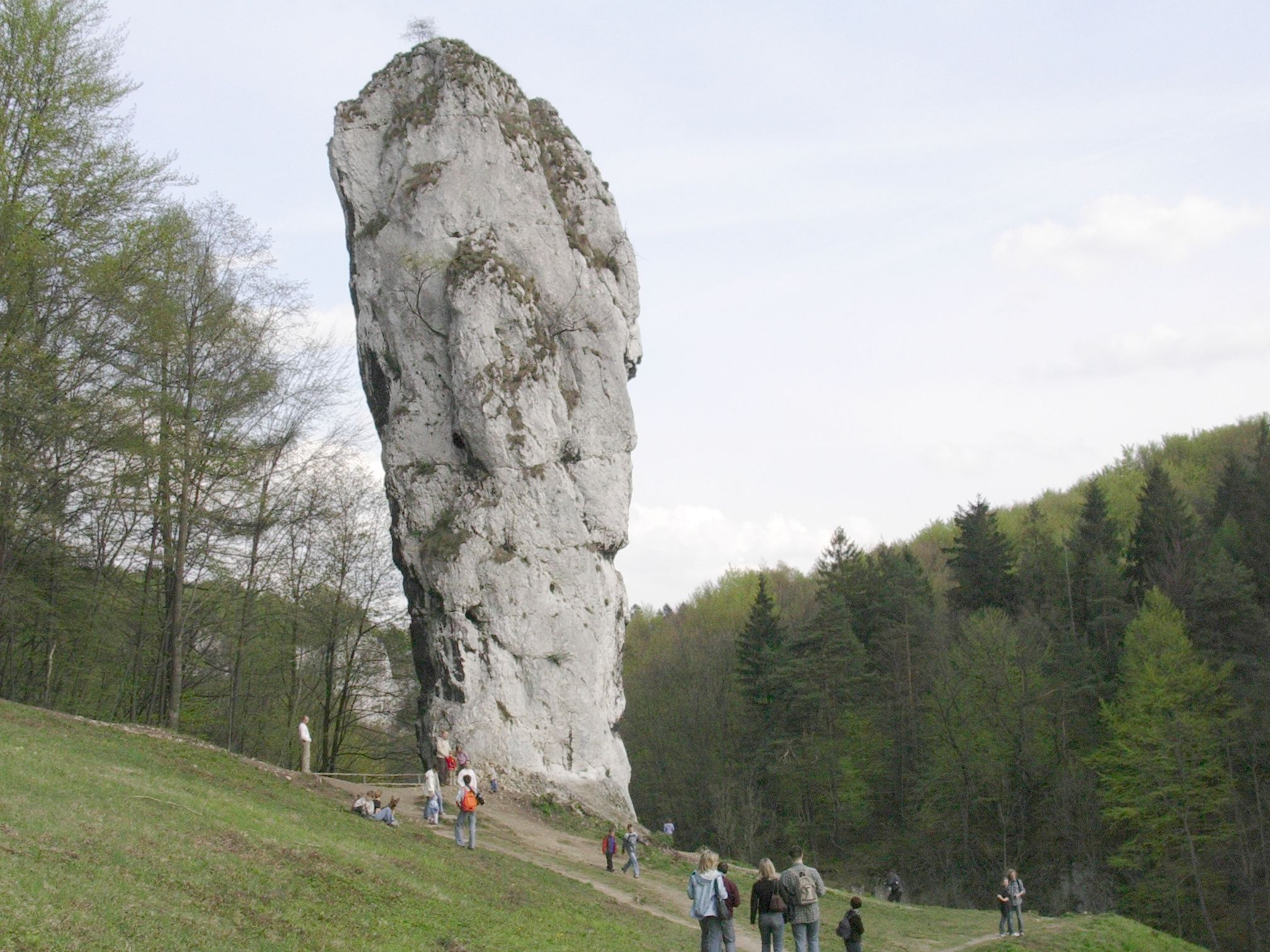
Maczuga Herkulesa (Héraklův kyj)
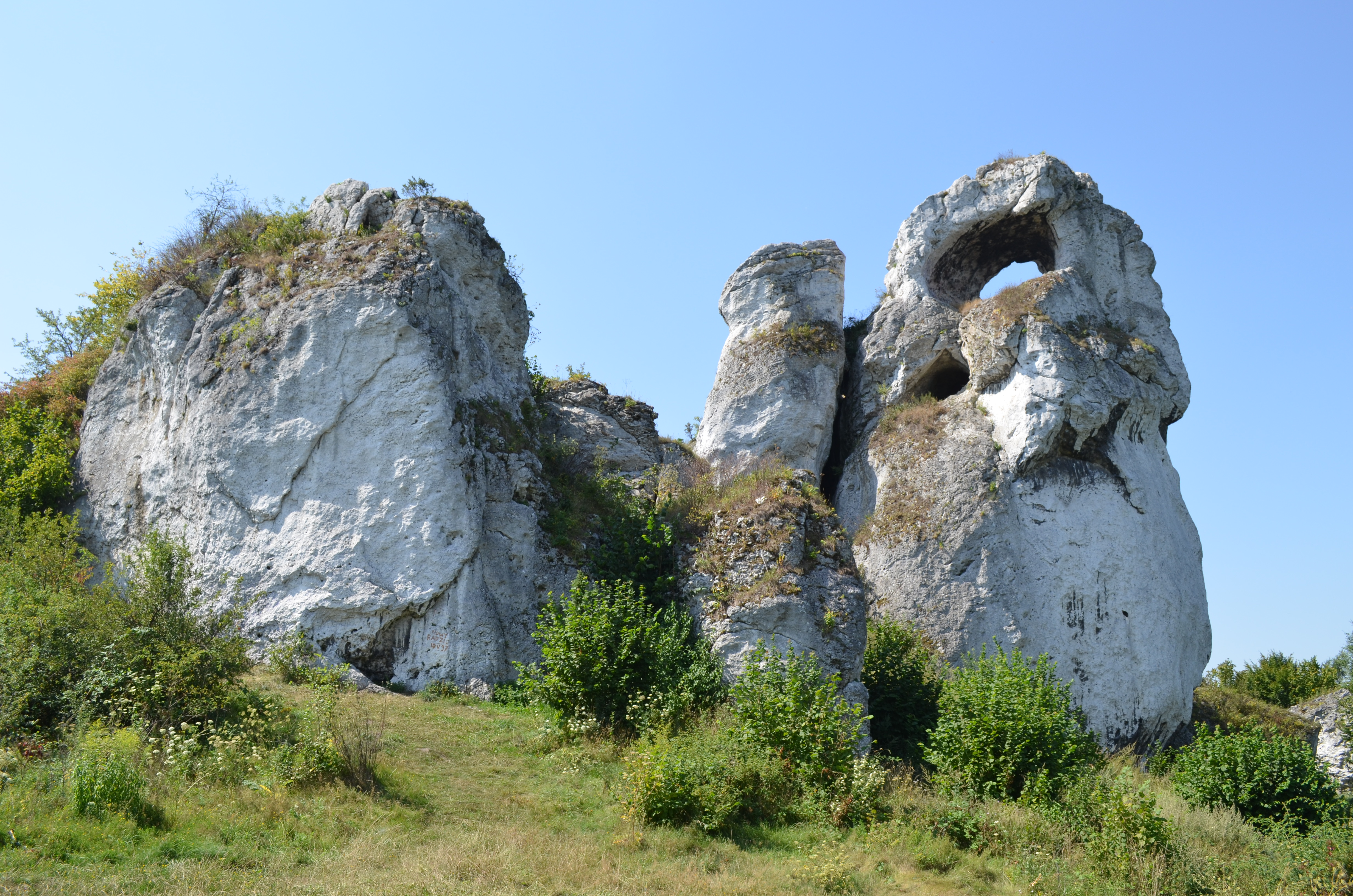
Okiennik Wielki
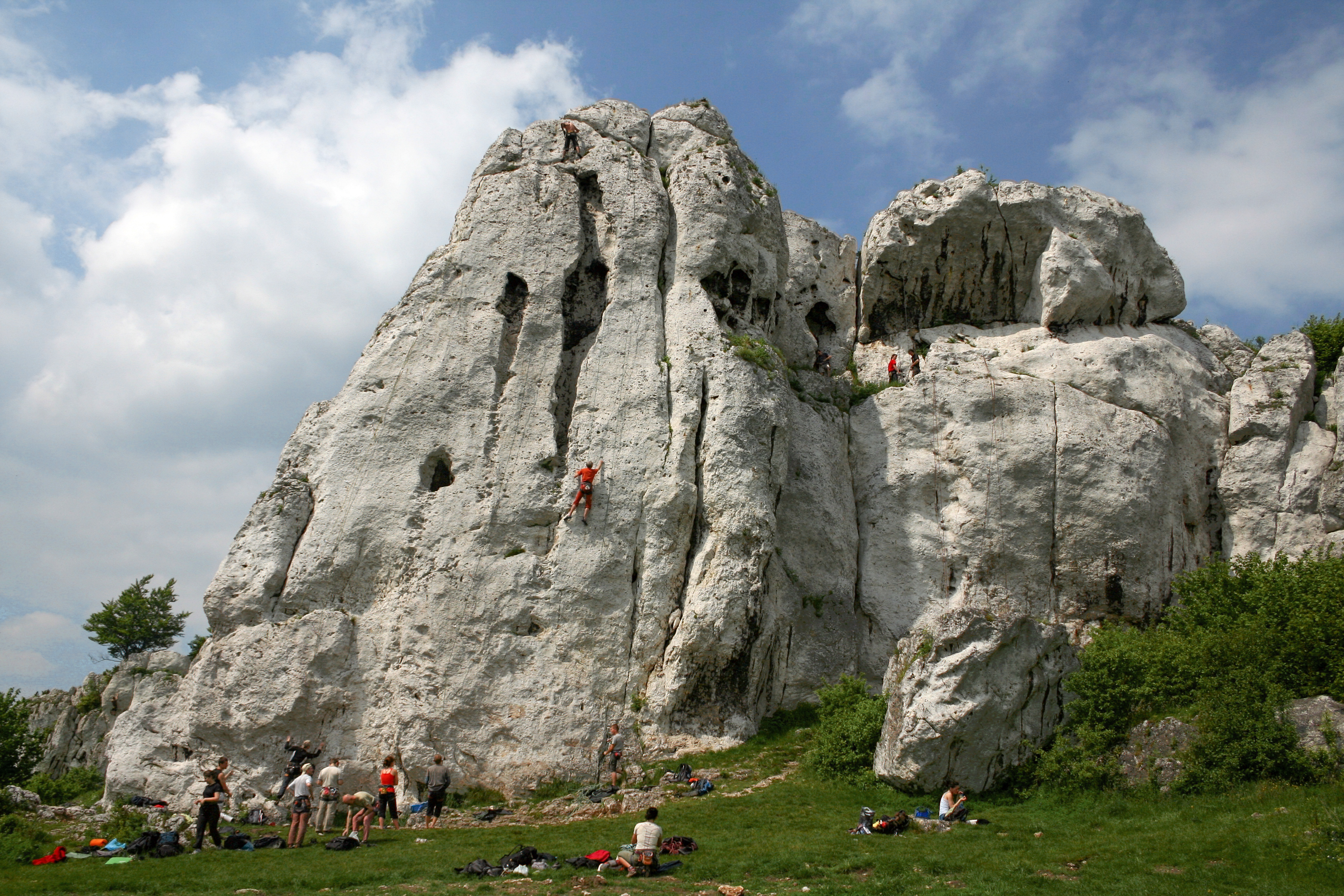
Rzędkowickie Skały
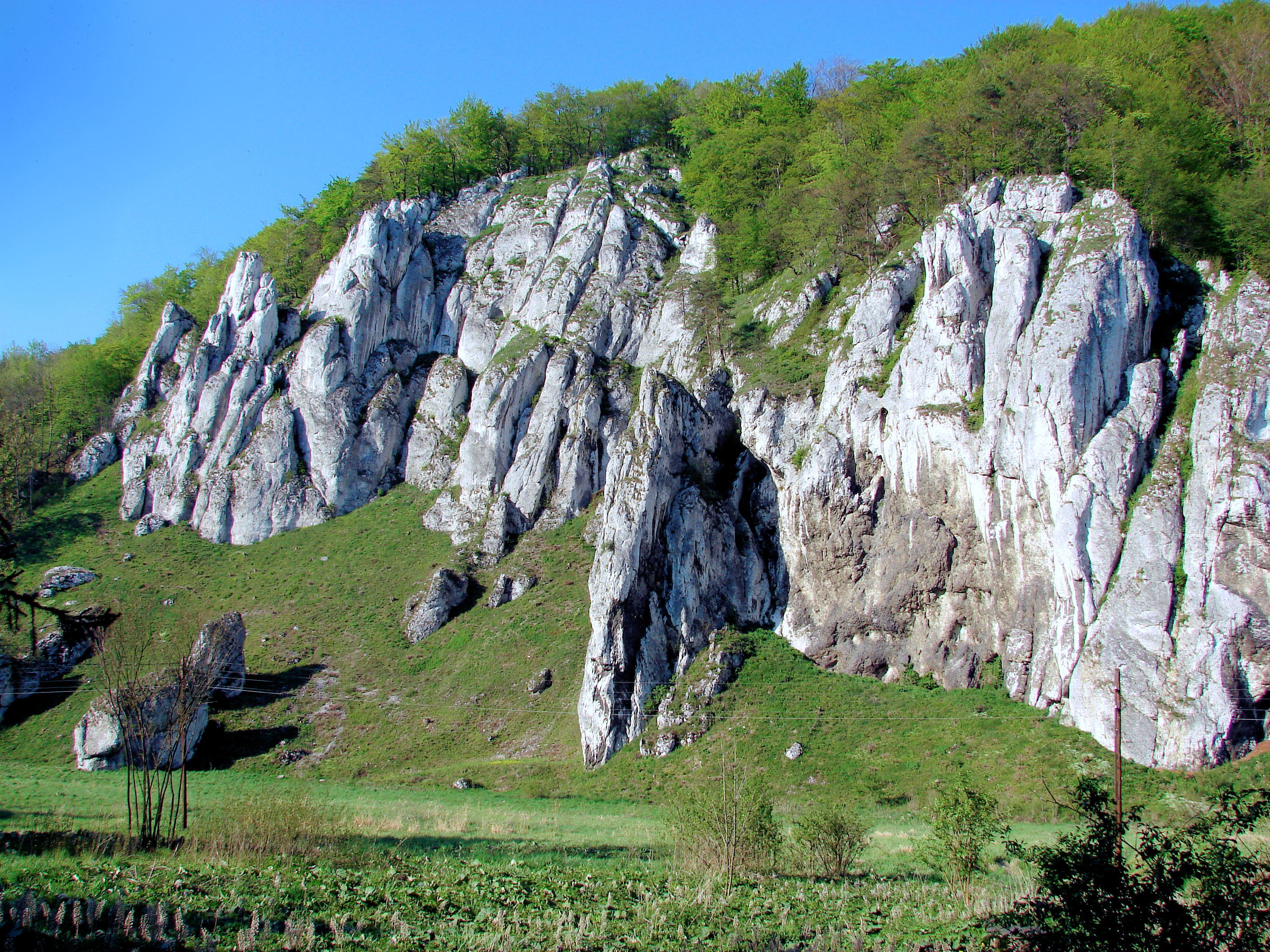
Rękawica (Rukavice)
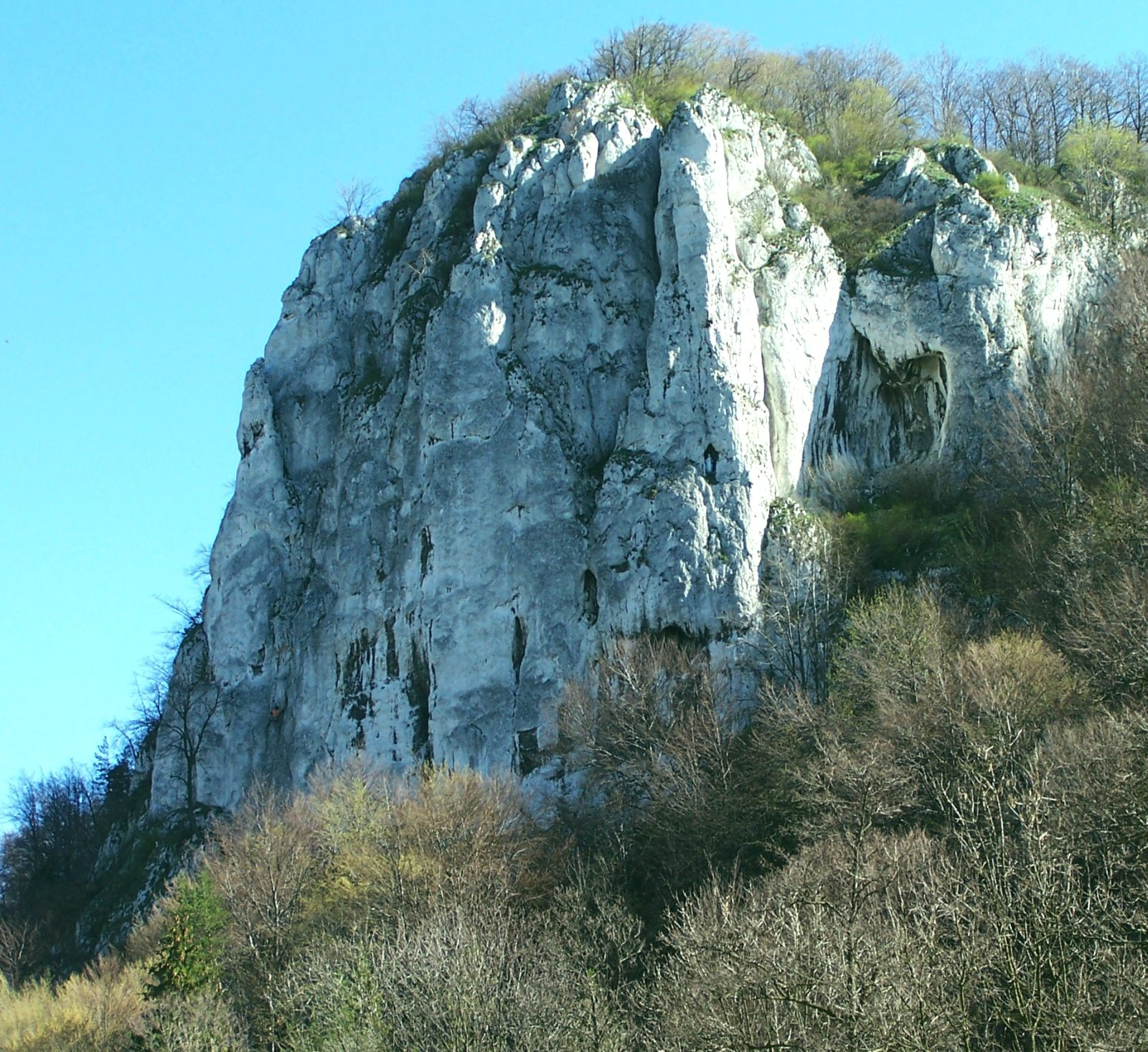
Sokolica
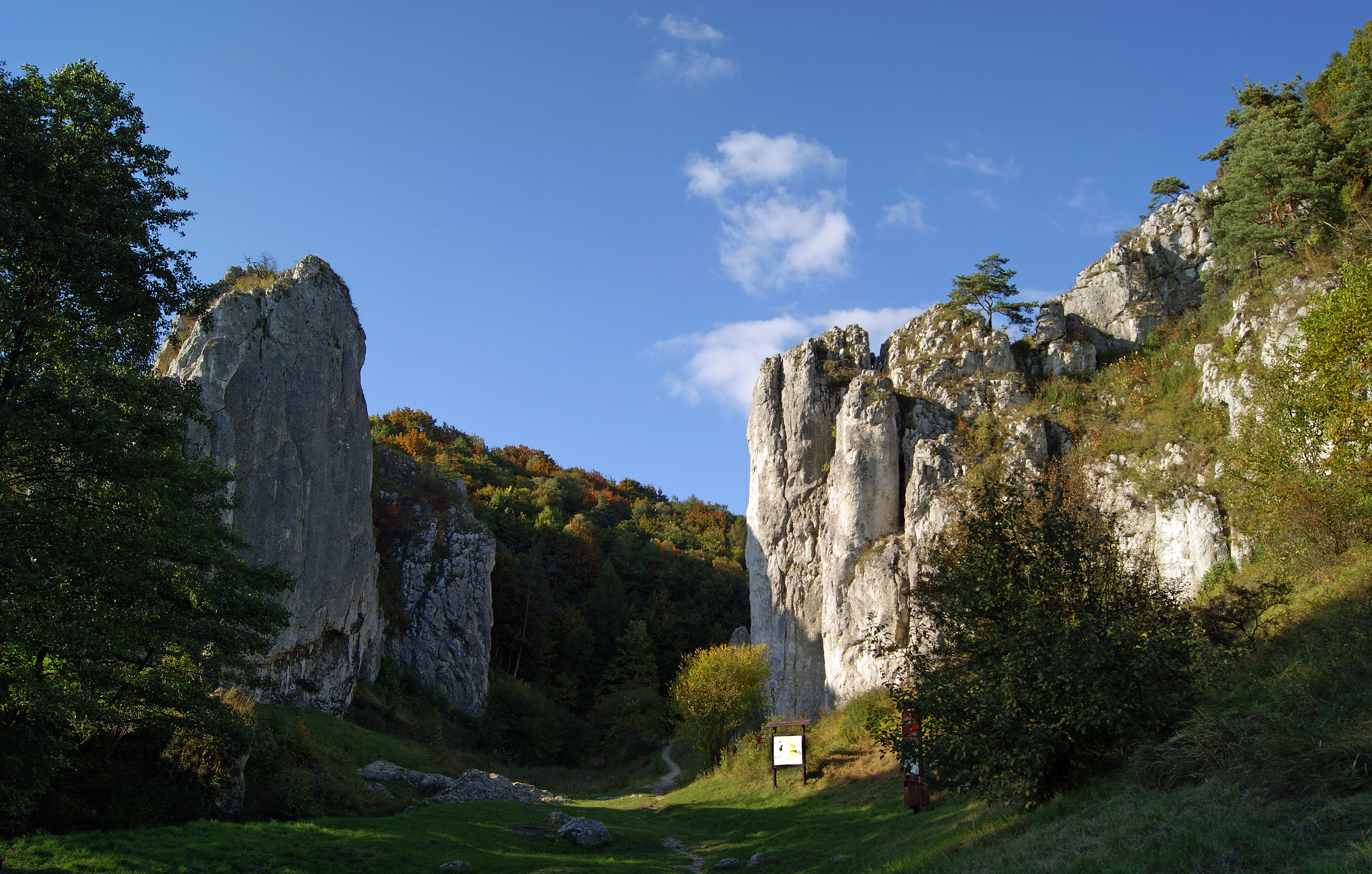
Brama Bolechowicka (Bolechowická brána)
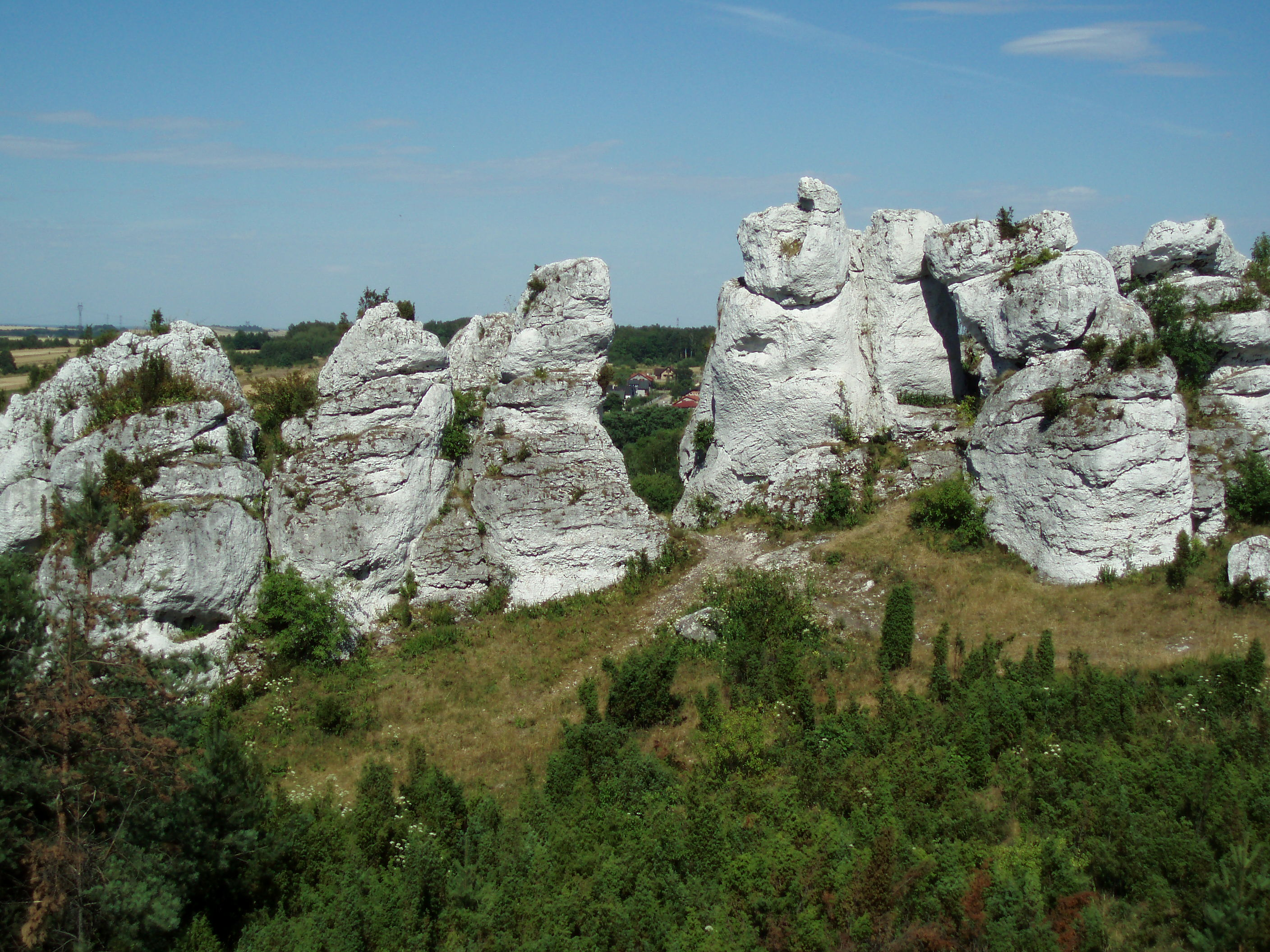
Góry Towarne
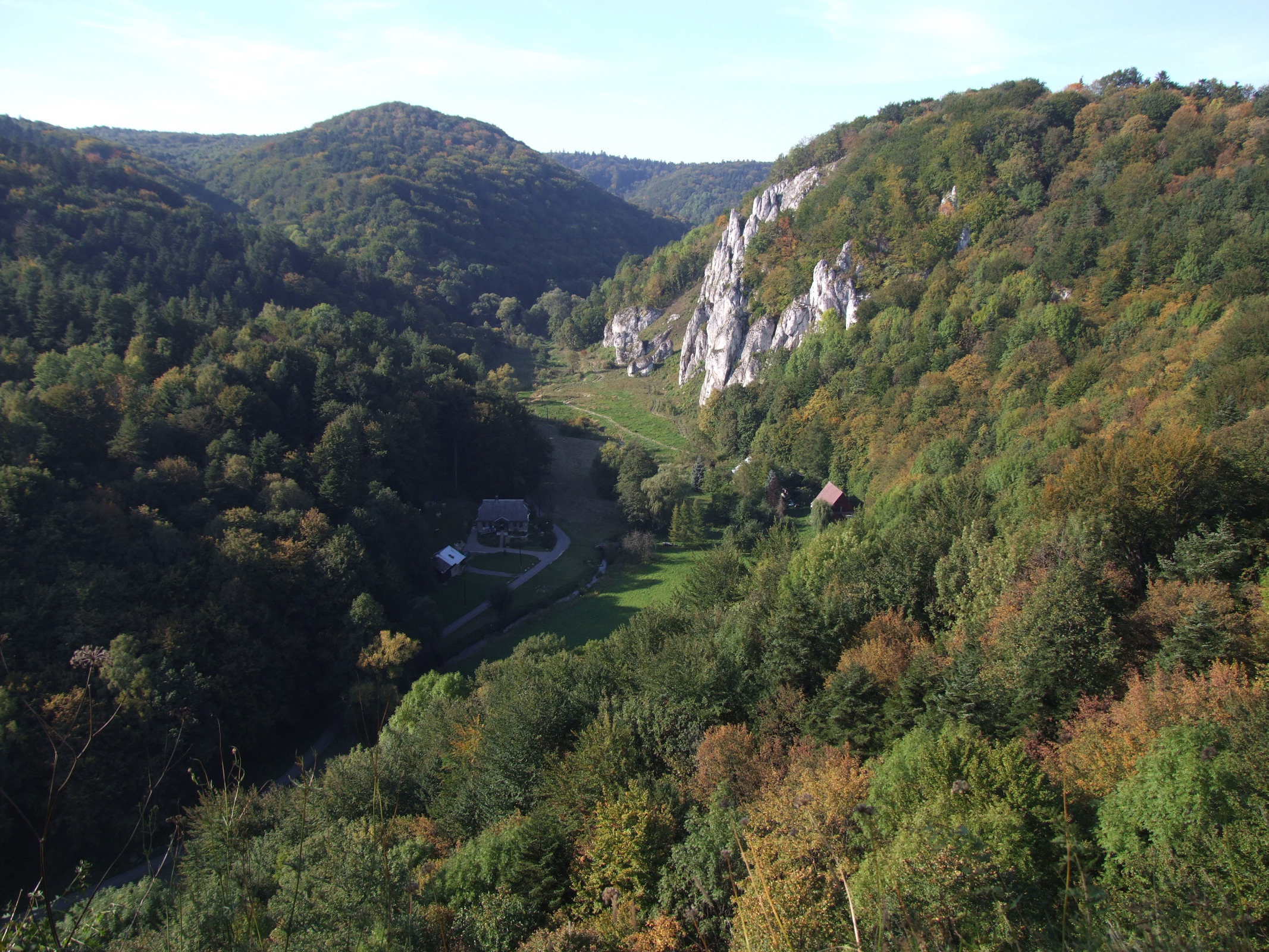
Údolí řeky Prądnik
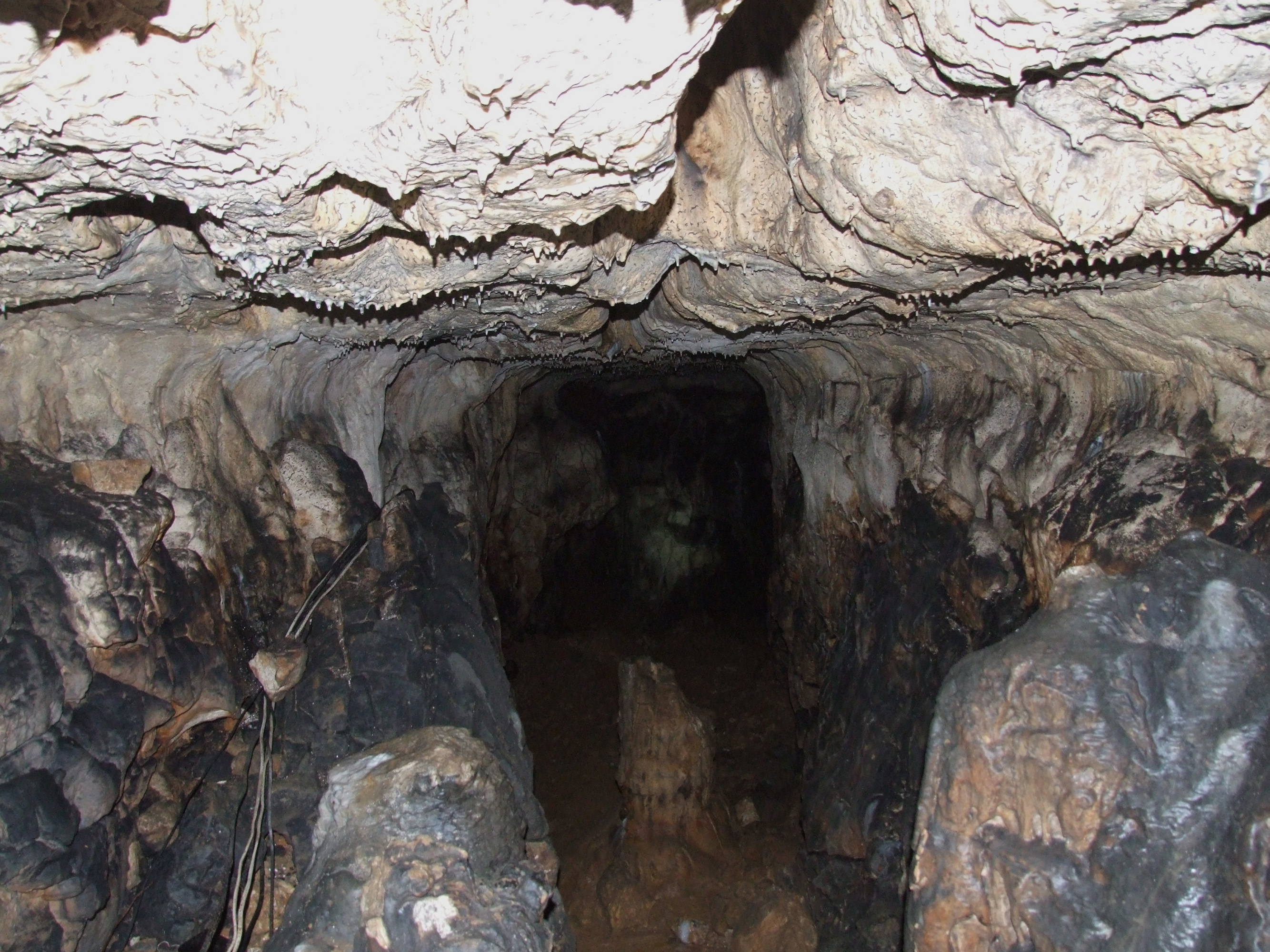
Wierzchowska Górna jeskyně
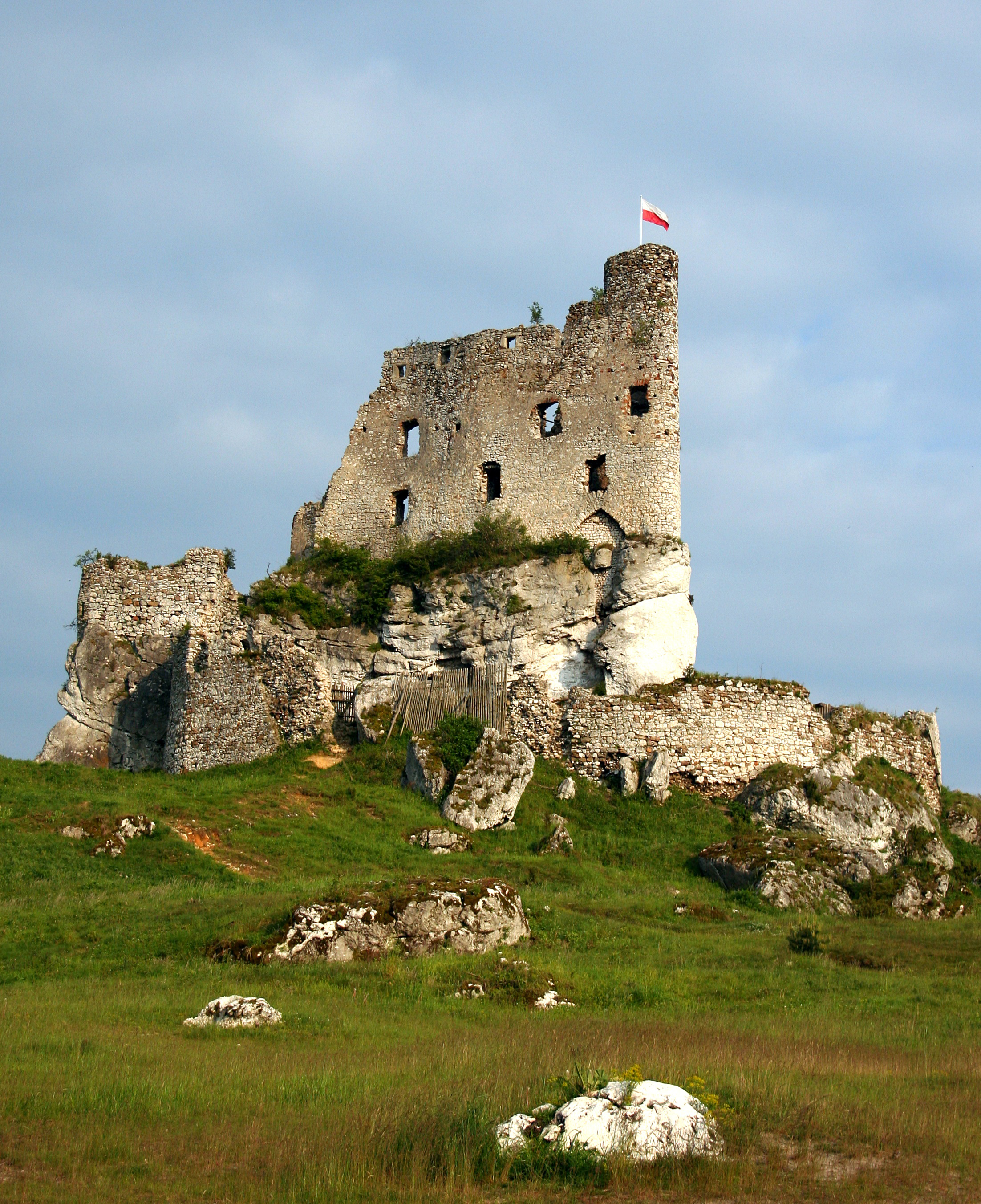
Zřícenina hradu Mirów
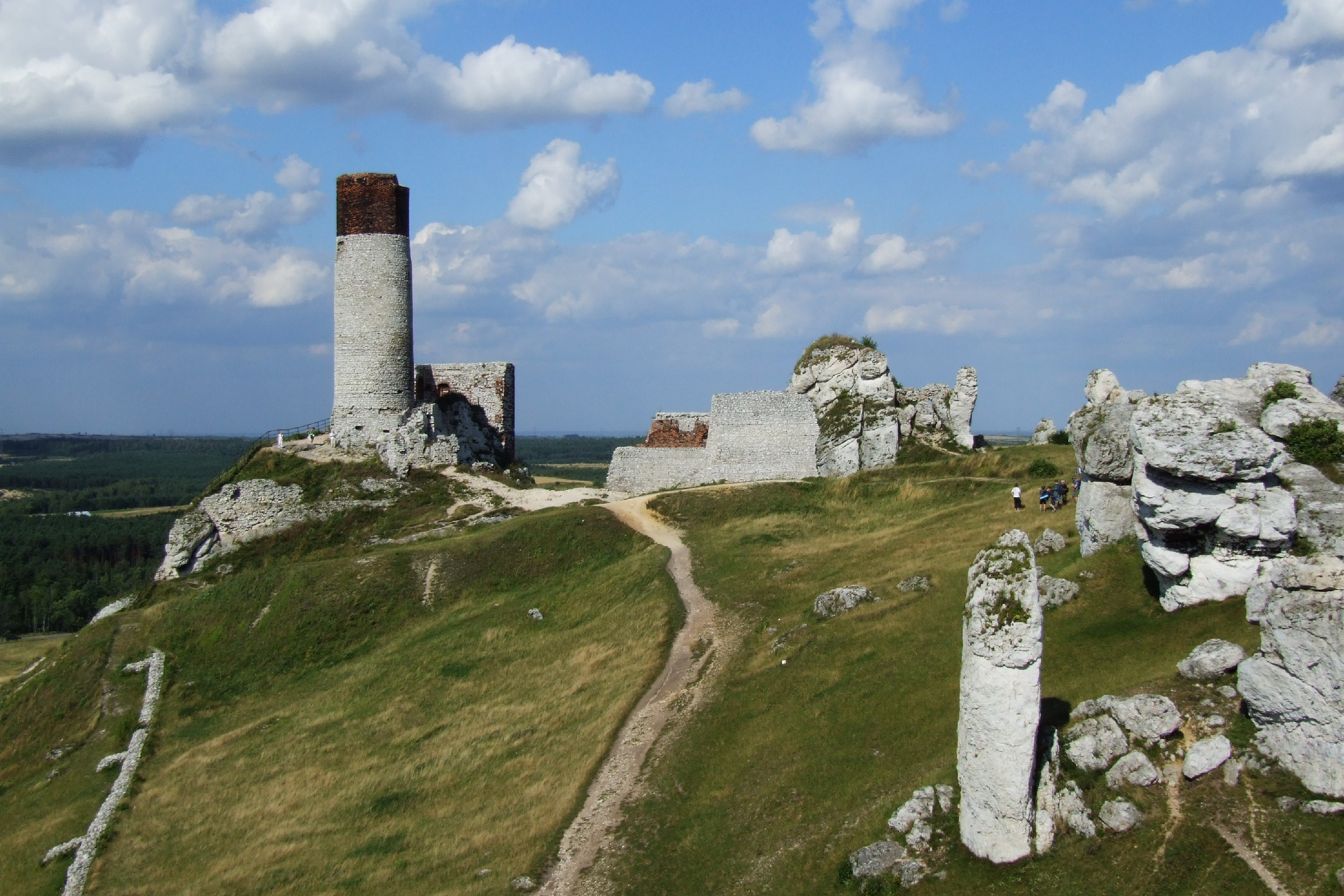
Zřícenina hradu Olsztyn
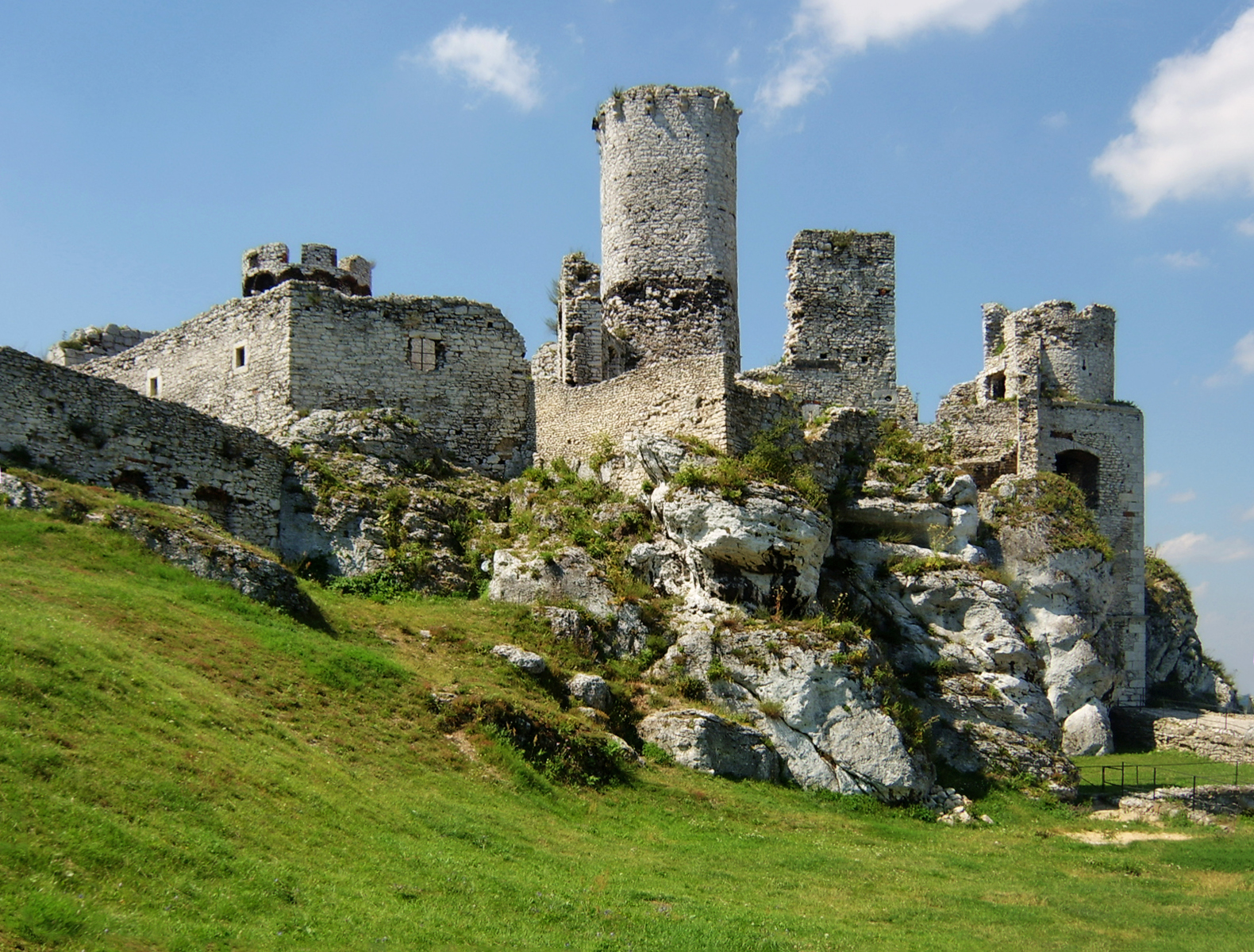
Zřícenina hradu Ogrodzieniec
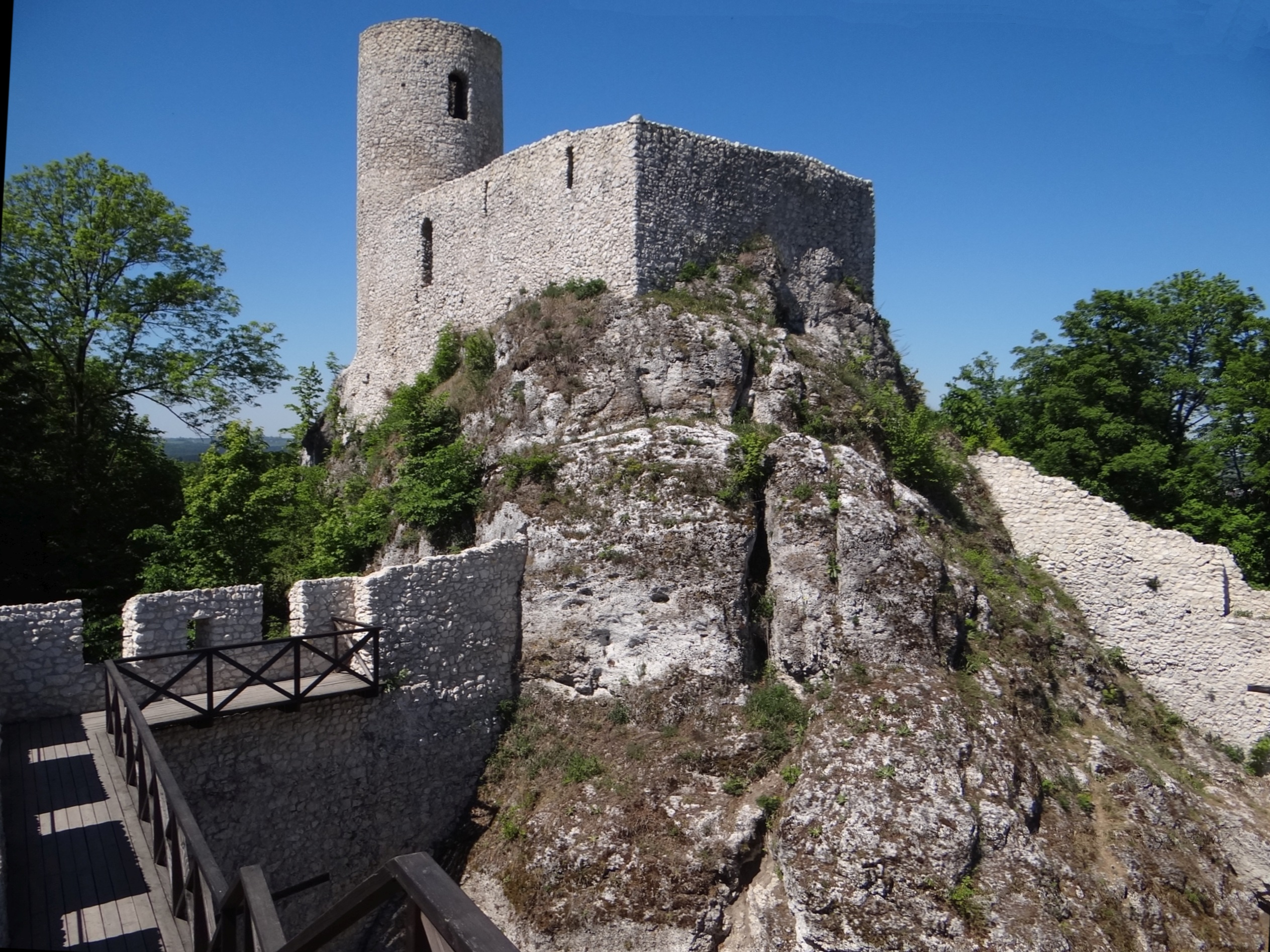
Zřícenina hradu Smoleń
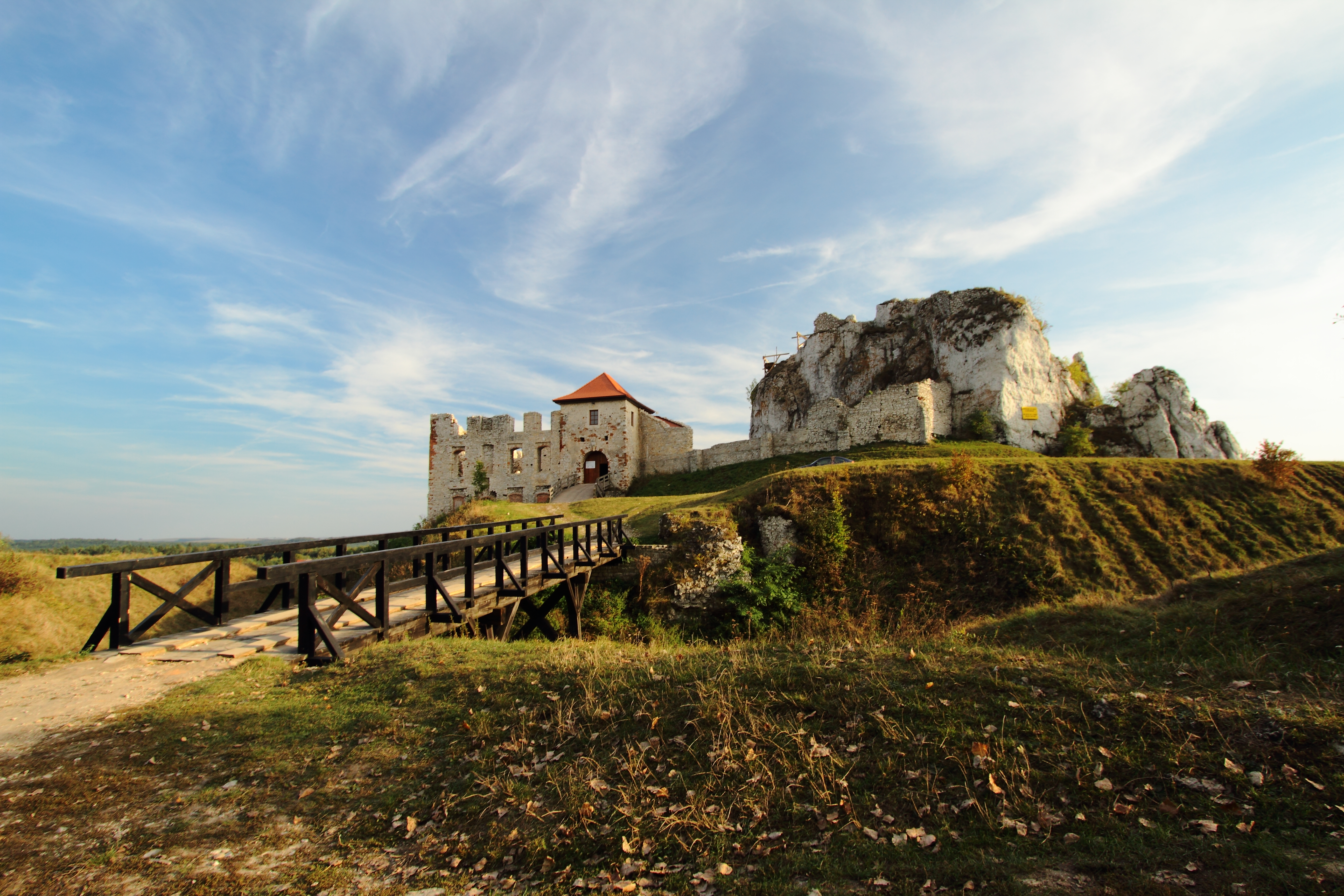
Zřícenina hradu Rabsztyn
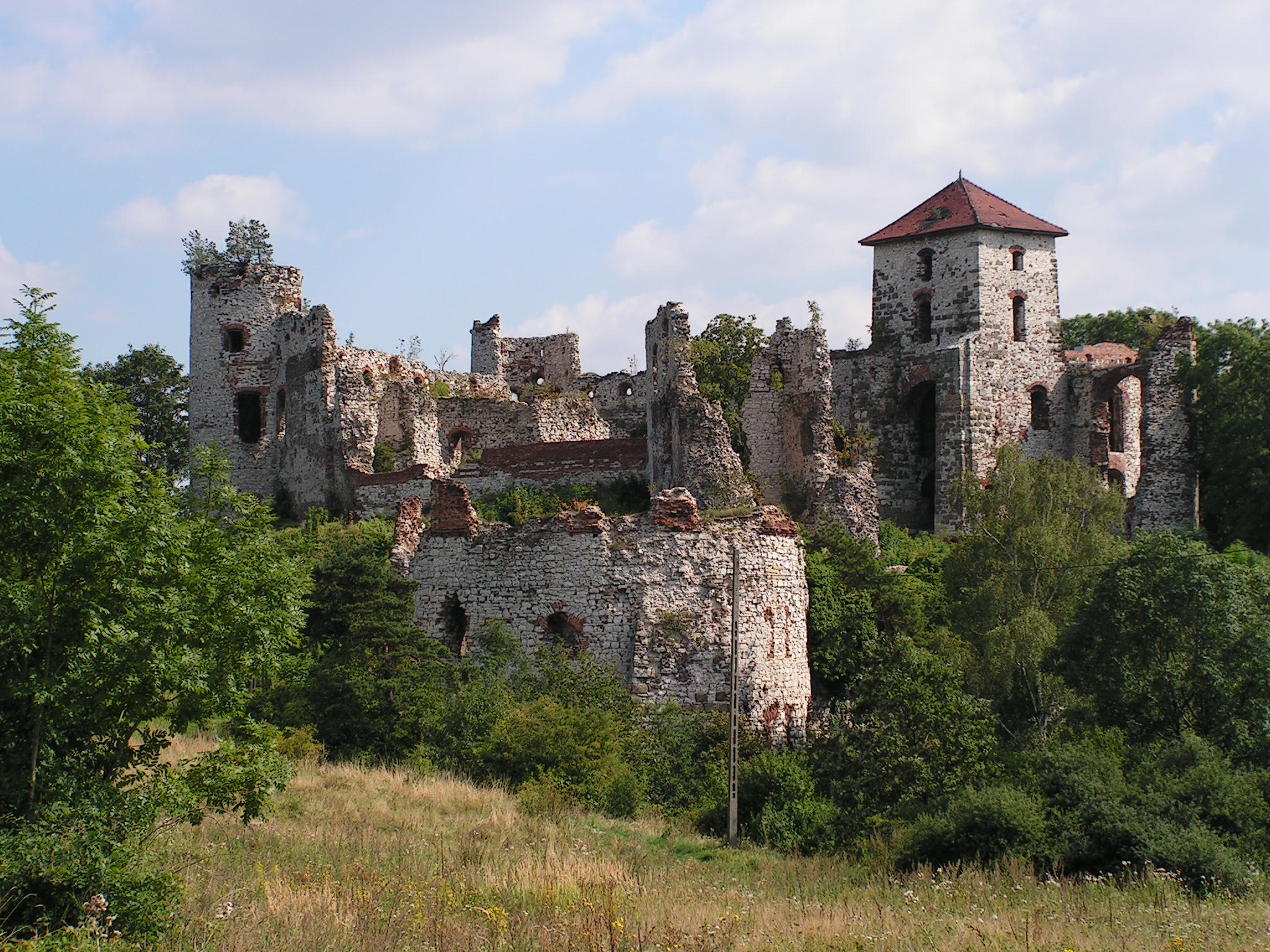
Zřícenina hradu Tenczyn
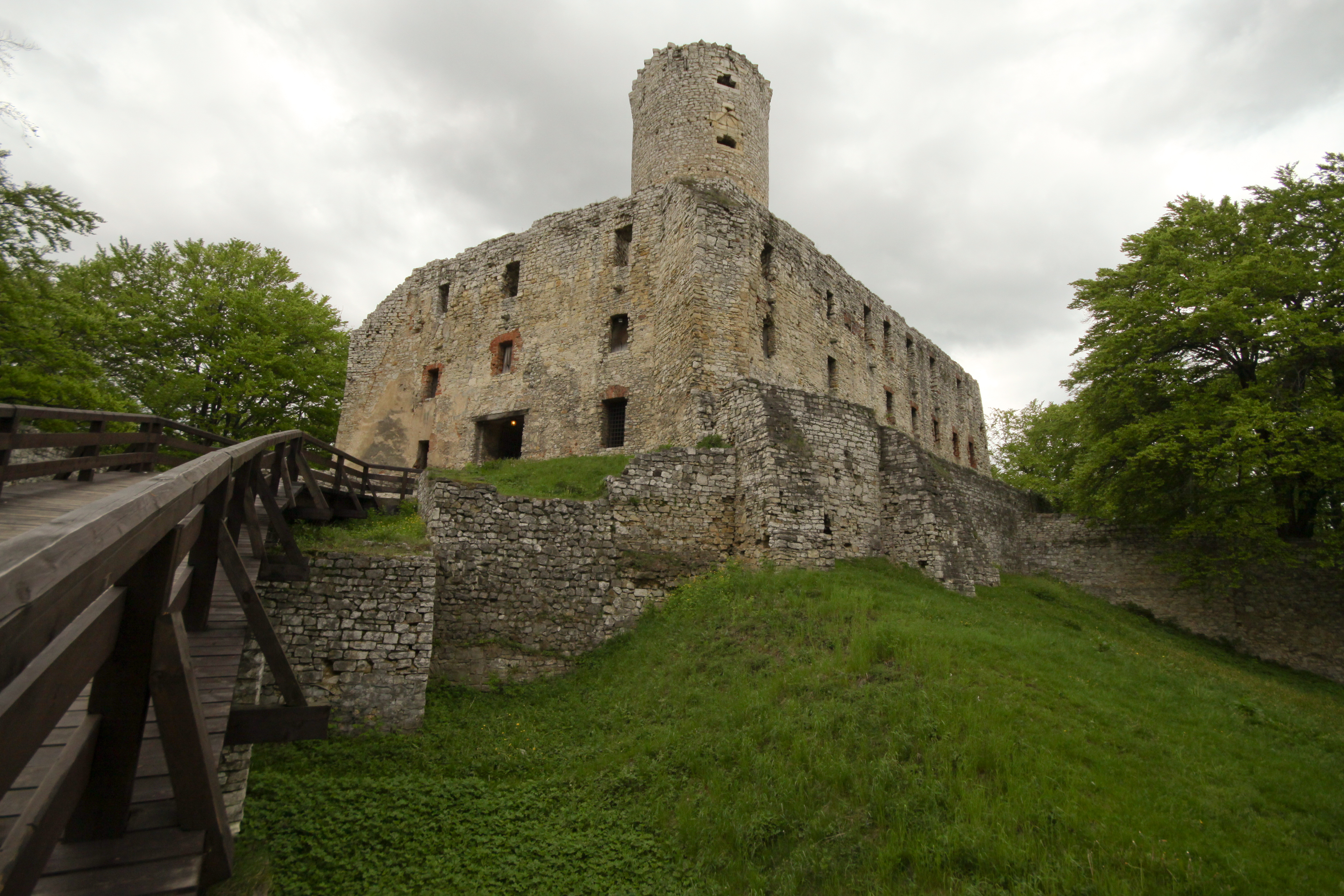
Zřícenina hradu Lipowiec
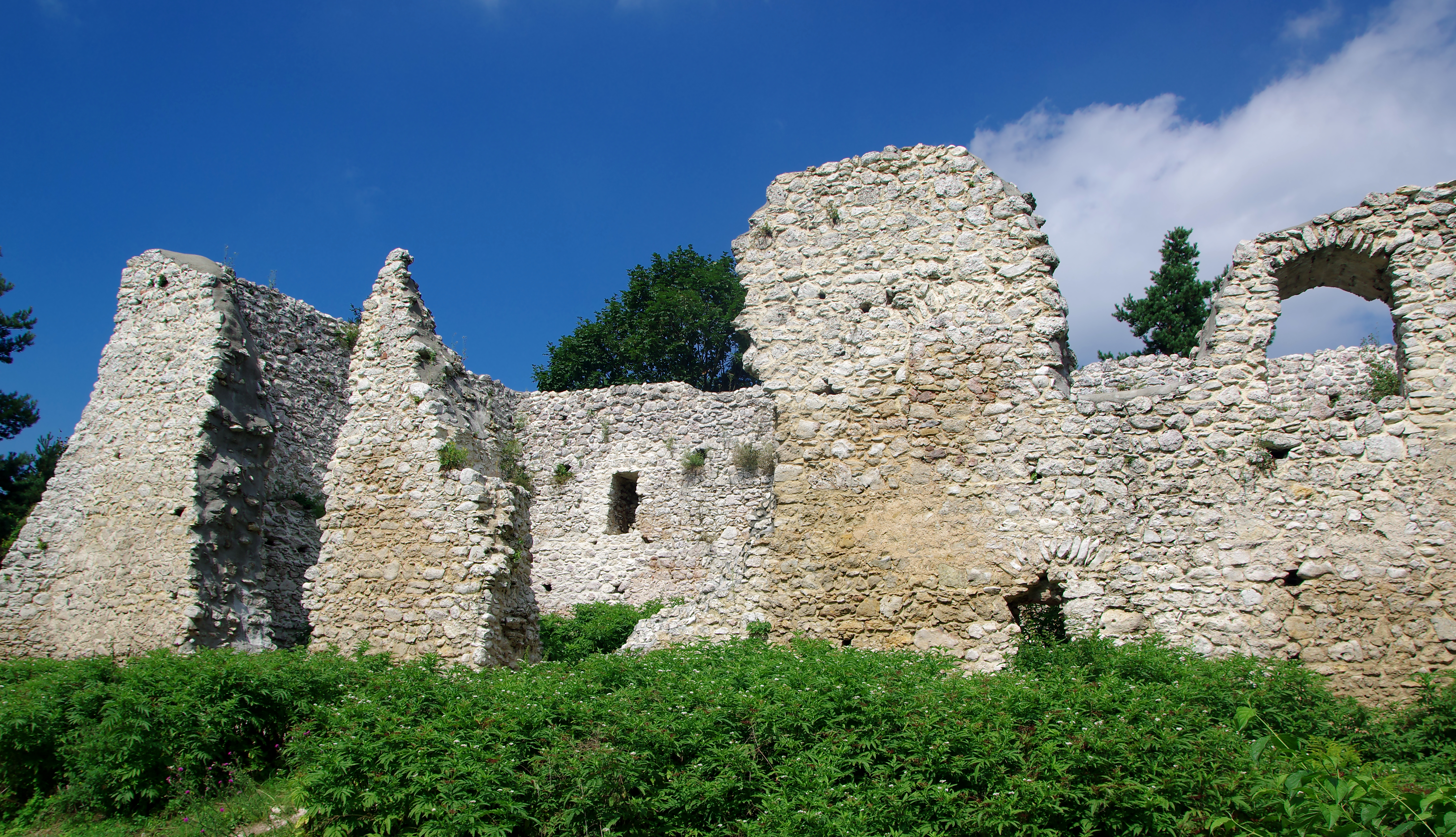
Zřícenina hradu Bydlin
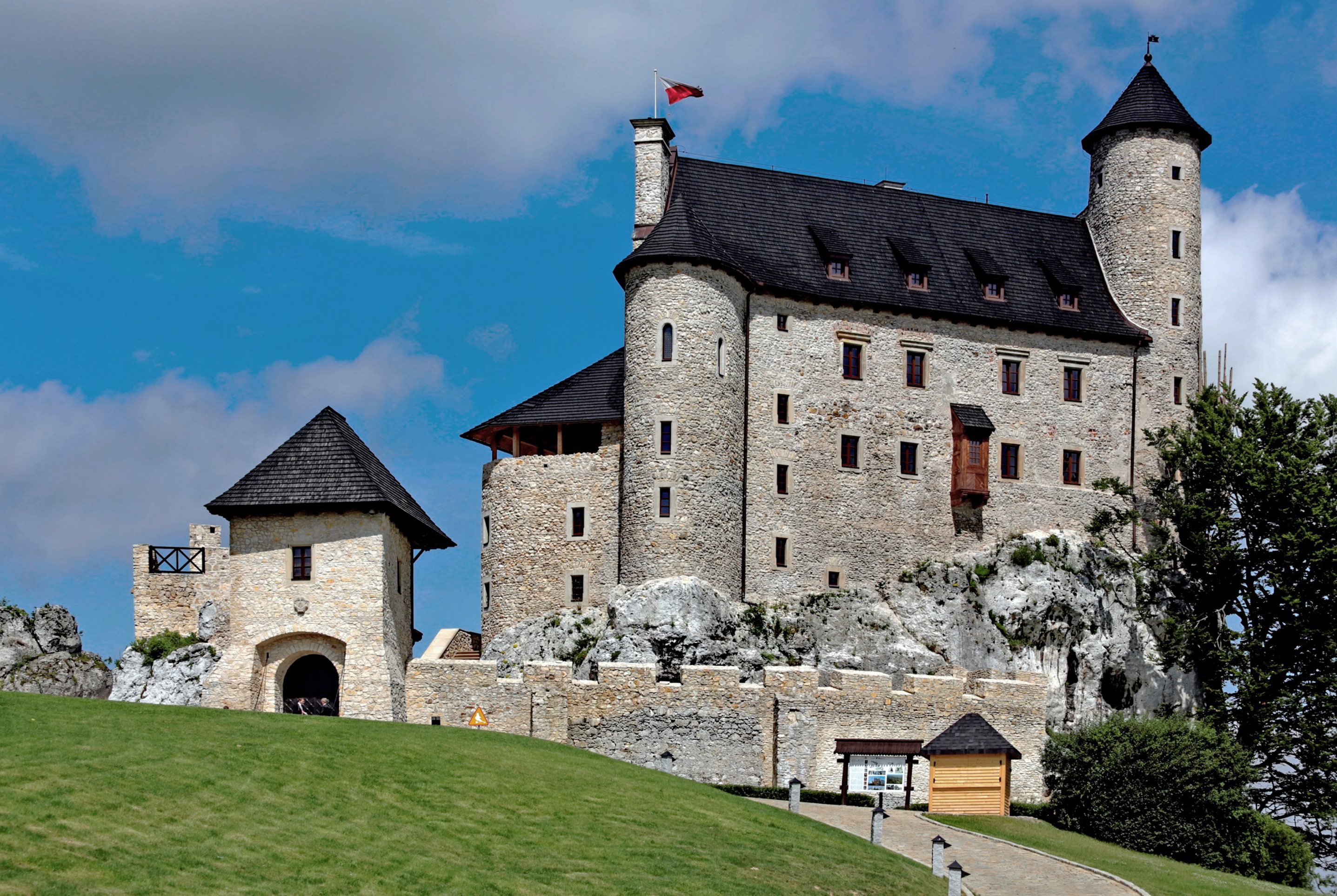
Hrad Bobolice (stav po rekonstrukci v letech 2002–11)
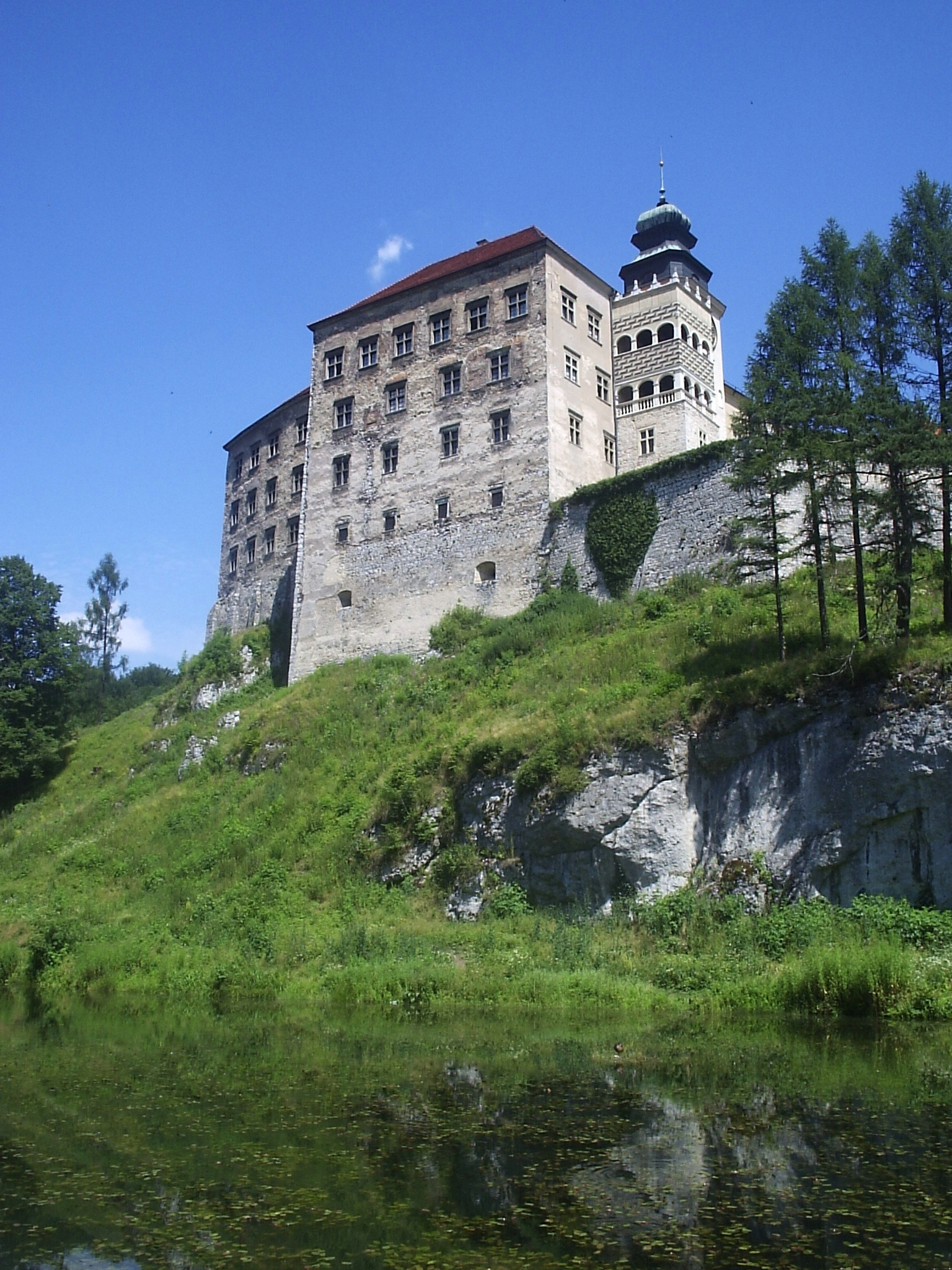
Renesanční zámek Pieskowa Skała